# Cerezo (Extremadura)
Cerezo és un municipi de la província de Càceres, a la comunitat autònoma d'Extremadura (Espanya).
| 2001 | 2002 | 2003 | 2004 | 2005 | 2006 |
| ---- | ---- | ---- | ---- | ---- | ---- |
| 227  | 217  | 210  | 203  | 198  | 196  |